# EuroBasket de 2001
O EuroBasket 2001 foi a trigésima segunda edição da competição continental organizada pela FIBA Europa. Serviu como classificatório para os Campeonato Mundial de Basquetebol de 2002 nos Estados Unidos, desta forma classificou Iugoslávia, Turquia, Espanha, Alemanha e Rússia.
O evento teve como cidades-sedes Ancara, Antália e Istambul.